# Agua entubada

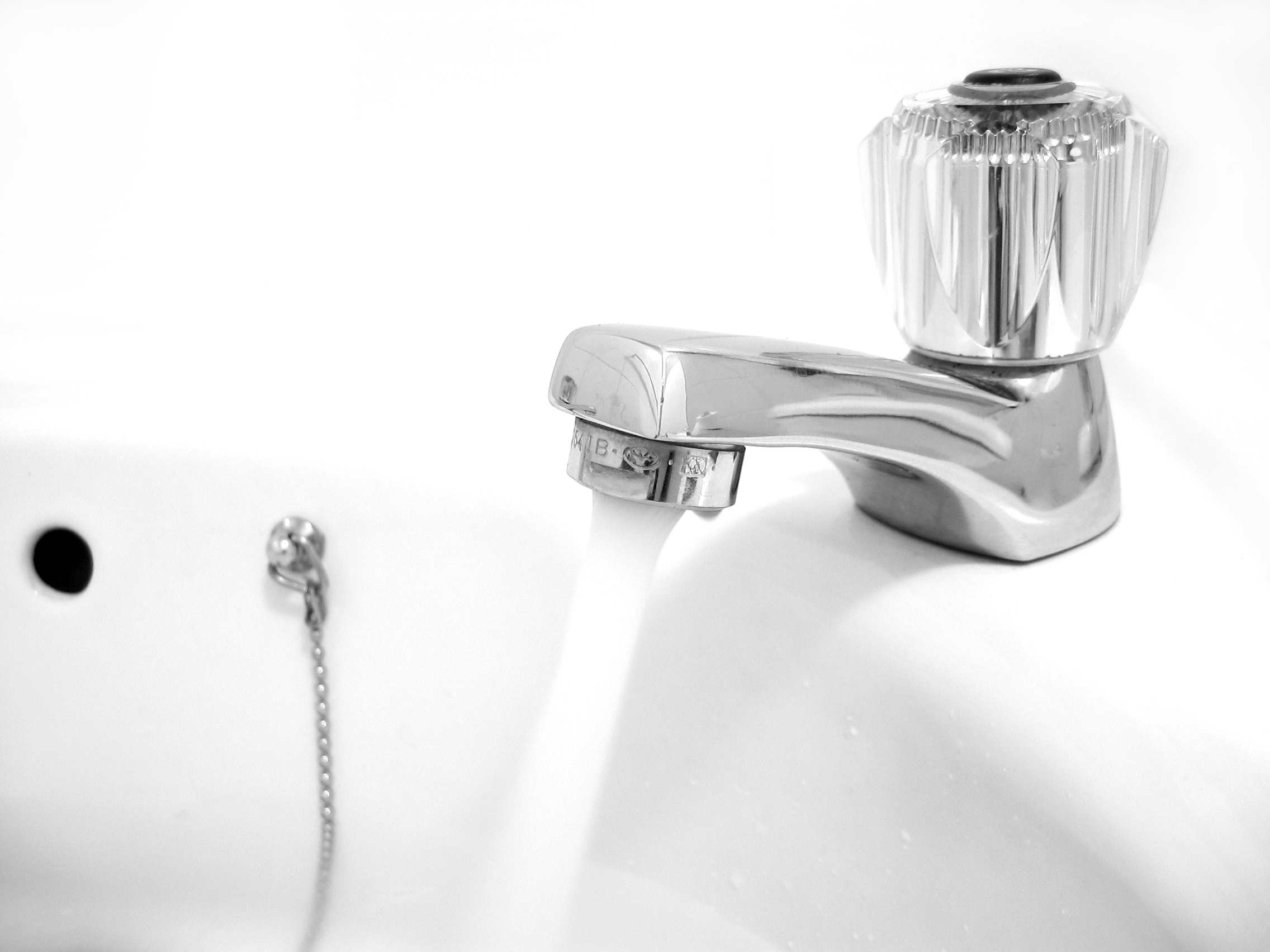
Agua entubada.

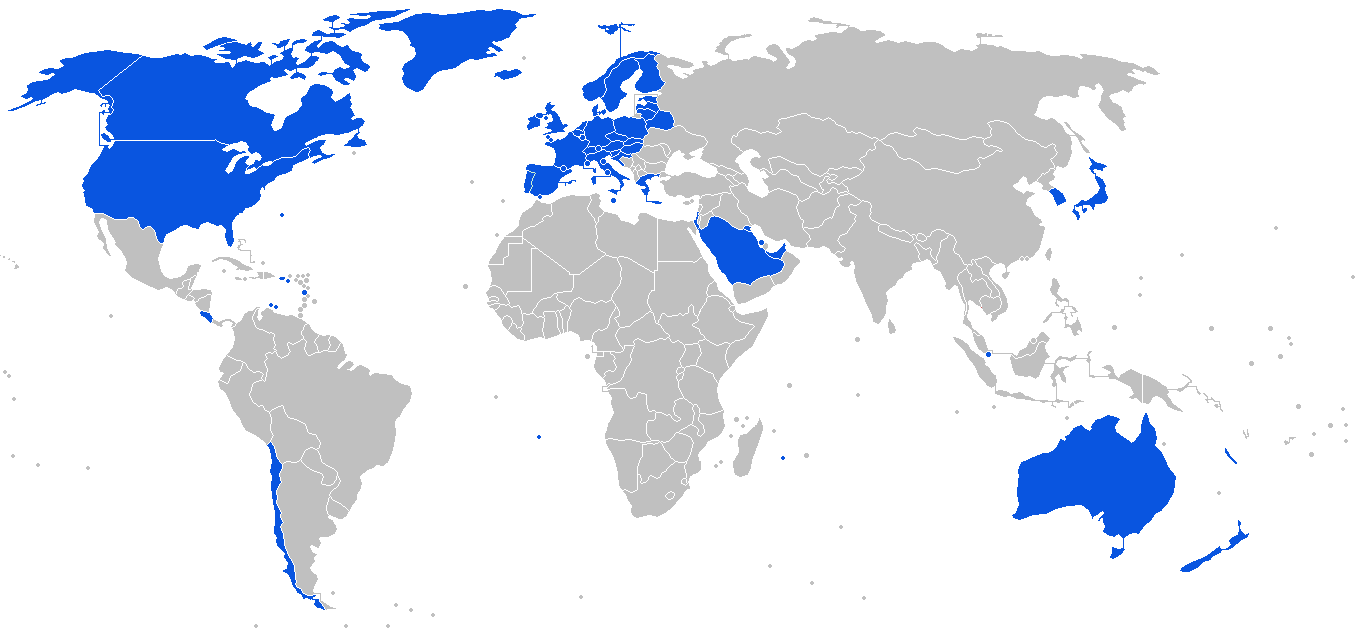
Dónde se puede beber agua del grifo en todo el mundo.

En los países desarrollados y en la mayoría de los que están en vías de desarrollo, el agua llega a los hogares mediante un sistema de tuberías. Este servicio requiere una infraestructura masiva de captación o extracción, almacenaje, purificación y finalmente bombeado y distribución a través de tuberías hasta los puntos de consumo. El costo del agua entubada es una pequeña fracción del agua embotellada, a veces hasta de una milésima. En diferentes países de habla hispana se denomina de diferente forma a esta agua; así en España y Argentina es conocida como agua corriente.
En México, dentro de los Censos de población realizados por el Instituto Nacional de Estadística y Geografía (INEGI) se utiliza el término “Agua entubada” para referirse a la infraestructura en la vivienda, es decir, la condición de las viviendas particulares que cuentan con tuberías o mangueras que transportan el agua para que las personas puedan abastecerse de ella en las instalaciones que la requieran. El término alude a la vivienda y no al servicio proporcionado por el Estado.
El mismo suministro utilizado para beber es también utilizado para lavar, limpiar el retrete, y en el uso de máquinas lavadoras de ropa y de platos. En algunos lugares se han hecho intentos experimentales para introducir agua gris no potable o agua de lluvia para estos usos secundarios.
También se ha logrado el tratamiento primario de aguas residuales para otros usos que se ubican fuera de la vivienda, como para el riego y las descargas en sanitarios masivos, un ejemplo de esto es la Planta de tratamiento de agua de la Universidad Nacional Autónoma de México, denominado PUMAGUA.
Las autoridades de salud en diversas regiones han utilizado el suministro de agua pública como medicina masiva utilizando la fluorización. Este es un tema controvertido en términos de salud, libertades y derechos del individuo. Existe evidencia que prueba que las mejoras en los sistemas e infraestructura del agua han reducido la incidencia de enfermedades diarreicas y, por el contrario, en países donde no ha habido mejoras en dichos sistemas, existe prevalencia y severidad de dicha enfermedad. 
La disponibilidad de agua entubada limpia trae muchos beneficios de salud pública. Normalmente, la misma administración que provee el agua entubada también es responsable de su desecho y tratamiento antes de la descarga de aguas residuales. Hay muchos países en donde el desecho y tratamiento de aguas es nulo o insuficiente, se requieren esfuerzos conjuntos de los gobiernos para avanzar en el tema ya que es un problema primordial.

## Uso del agua en Estados Unidos
De acuerdo a un estudio de 1999 de parte de la American Water Works Association Research Foundation, los estadounidenses beben más de 100 mil millones de vasos por día. El consumo per cápita diario de una familia típica es de 0,262 m³. La distribución de uso es la siguiente:
- Inodoros (baños): 54,7 %
- Lavadoras de ropa: 21,7 %
- Ducha (regadera): 10,8 %
- Grifos: 5,7 %
- Fugas: 13,7 %
- Otros usos domésticos: 2,2 %
- Bañera: 1,7 %
- Lavavajillas: 1,4 %